# 拉马莫科尼奥
拉马莫科尼奥（義大利語：Lama Mocogno），是意大利摩德纳省的一个市镇。总面积63.77平方公里，人口2938人，人口密度46.1人/平方公里（2009年）。ISTAT代码为036018。